# Kossiwavi Adamenou
Kossiwavi Rebecca Adamenou, née le 26 décembre 2004, est une escrimeuse togolaise.

## Carrière
Kossiwavi Adamenou est médaillée de bronze en fleuret par équipes et en sabre par équipes aux Jeux africains de 2019,.